# Хорошо темперированный клавир

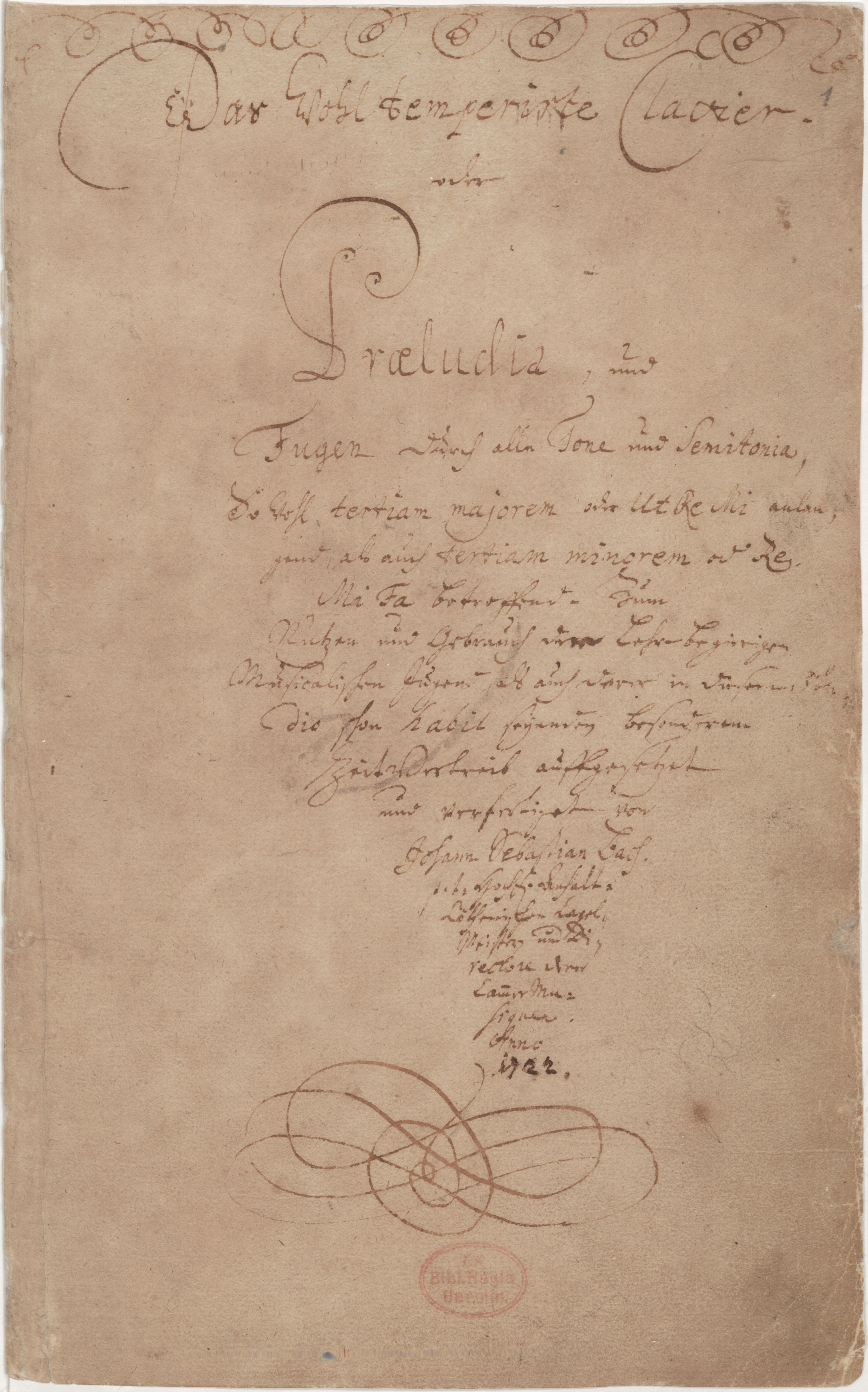
Титульный лист автографа первого тома ХТК

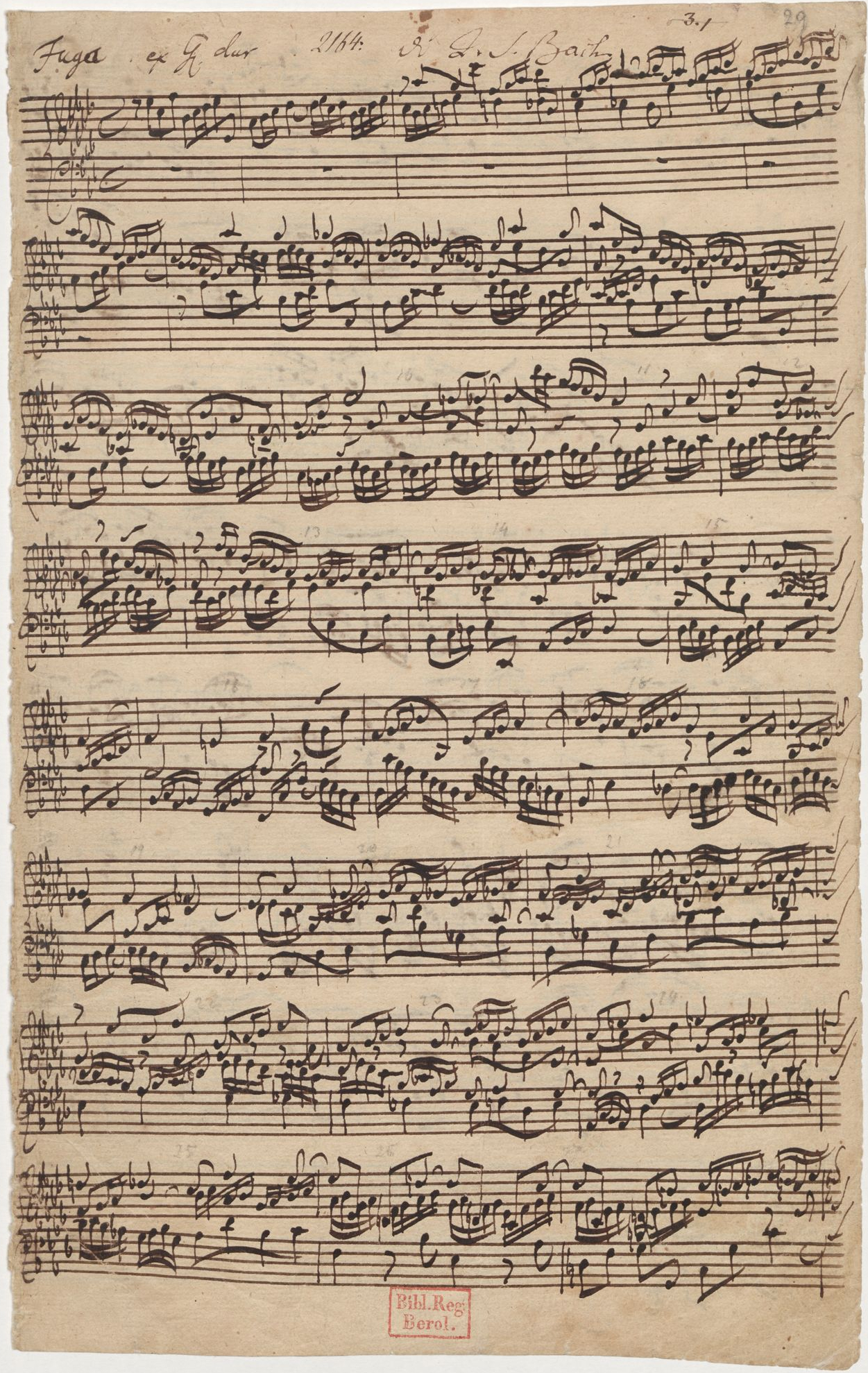
Фуга ля бемоль мажор из второй части ХТК

Хорошо темпери́рованный клави́р (ХТК, нем. Das Wohltemperierte Klavier), BWV 846—893, — сборник клавирных пьес И. С. Баха, включающий 48 прелюдий и фуг. Сборник состоит из двух томов, в каждом из которых 24 пары прелюдий и фуг, охватывающих все мажорные и минорные тональности.
Прелюдия и фуга в одинаковых тональностях (например, Прелюдия и фуга c-moll из первого тома) обычно интерпретируются как цикл и исполняются вместе.

## Автографы и заголовок темы
Первый сборник («том») прелюдий и фуг был окончен Бахом в 1722 году, второй — значительно позже, в 1744 году. Название всей композиции сохранилось на титульном листе автографа первого тома (см. цифровое факсимиле):

«Хорошо темперированный клавир (Das Wohltemperirte Clavier), или прелюдии и фуги по всем тонам и полутонам, как с большой терцией, то есть Ut Re Mi, так и с малой терцией, или Re Mi Fa. Для пользы и употребления стремящейся к учению музыкальной молодежи, равно как и для особого времяпрепровождения тех, кто в таковом учении уже преуспел, сочинено и изготовлено Иоганном Себастьяном Бахом, ныне великокняжеским ангальт-кётенским капельмейстером и руководителем камерной музыки. В 1722 году».
Оригинальный текст (нем.)Das Wohltemperirte Clavier. oder Præludia, und Fugen durch alle Tone und Semitonia, So wohl tertiam majorem oder Ut Re Mi anlangend, als auch tertiam minorem oder Re Mi Fa betreffend. Zum Nutzen und Gebrauch der Lehr-begierigen Musicalischen Jugend, als auch derer in diesem studio schon habil seyenden besonderem ZeitVertreib auffgesetzet und verfertiget von Johann Sebastian Bach. p. t: HochFürstlich Anhalt-Cöthenischen Capel-Meistern und Directore derer CammerMusiquen. Anno 1722.

Автограф второго тома сохранился частично — в нём нет № 4, 5, 12, а также титульного листа с заглавием для целого.
Для неофициального обозначения цикла прелюдий и фуг ныне часто используется аббревиатура ХТК (нем. WTK), с добавлением номера тома (ХТК I, ХТК II).

## История сочинения ХТК
Первая часть цикла была составлена во время пребывания Баха в Кётене, а вторая — когда Бах служил в Лейпциге. Обе части были широко распространены в рукописном виде, но типографским способом сборник был издан только в 1801 г. Причина этого в том, что стиль, в котором писал Бах, вышел из моды ко времени его смерти, и большинство его произведений было забыто. В классицизме не было ни такой сложной полифонии, ни такого количества модуляций, как у Баха. Однако уже в конце XVIII века труды Баха, особенно ХТК, стали оказывать большое влияние на композиторов, что и привело ко второму открытию их для общества. Бетховен изучал ХТК с детства, называя его «музыкальной Библией», Моцарт тоже оценил работу Баха по достоинству. Позже Шуман писал: «Играй усердно фуги больших мастеров, и прежде всего Иоганна Себастьяна Баха; „Хорошо темперированный клавир“ должен стать твоим хлебом насущным».
В каждой части содержится по 24 прелюдии и фуги, расположенных по полутонам: первые прелюдия и фуга написаны в тональности до мажор, вторые — в до миноре, третьи — в до-диез мажоре и так далее, заканчивая си минором.
Некоторые из произведений в сборнике являются переработанными версиями уже написанного Бахом: так, например, темы первых 12 прелюдий, кроме прелюдии ми-бемоль мажор, встречаются уже в сборнике пьес, написанных Бахом для своего сына Вильгельма Фридемана в 1720 г. Прелюдия до-диез мажор первоначально писалась в до мажоре, но затем Бах изменил её тональность, просто дописав к ключу семь диезов и проставив знаки альтерации в тексте произведения.
Существует легенда (источником которой является изданный в 1792 г. «Исторический биографический словарь музыкантов» Эрнста Людвига Гербера, сына ученика Баха), что Бах сочинил первую часть очень быстро, «одним махом», находясь в каком-то месте, где инструмент был ему недоступен и где он очень от этого скучал.
Хотя ХТК стал первым законченным сборником произведений для всех 24 употребительных тональностей, похожие попытки предпринимались и ранее: например, «Ariadne musica» органиста Иоганна Фишера. Эта работа была опубликована в 1702 г. и переиздана в 1715 г.; она представляет собой набор из 20 прелюдий и фуг в 10 мажорных и 9 минорных тональностях и одного цикла во фригийском ладу, плюс 5 хоральных ричеркаров. Позже Бах заимствовал отсюда тему для фуги ми мажор из второго тома ХТК. Сборник «Exemplarische Organisten-Probe» (1719 г.) Иоганна Маттезона также включал упражнения во всех тональностях. Бах также мог знать о «Фантазиях» из «Музыкального лабиринта» Фридриха Зуппига, далеко отстоящих по качеству от работы Баха.

## Содержание ХТК

### Том 1
1. Прелюдия и фуга № 1 à 4 voci до мажор, BWV 846
2. Прелюдия и фуга № 2 à 3 voci до минор, BWV 847
3. Прелюдия и фуга № 3 à 3 voci до-диез мажор, BWV 848
4. Прелюдия и фуга № 4 à 5 voci до-диез минор, BWV 849
5. Прелюдия и фуга № 5 à 4 voci ре мажор, BWV 850
6. Прелюдия и фуга № 6 à 3 voci ре минор, BWV 851
7. Прелюдия и фуга № 7 à 3 voci ми-бемоль мажор, BWV 852
8. Прелюдия и фуга № 8 à 3 voci ми-бемоль/ре-диез минор, BWV 853
9. Прелюдия и фуга № 9 à 3 voci ми мажор, BWV 854
10. Прелюдия и фуга № 10 à 2 voci ми минор, BWV 855
11. Прелюдия и фуга № 11 à 3 voci фа мажор, BWV 856
12. Прелюдия и фуга № 12 à 4 voci фа минор, BWV 857
13. Прелюдия и фуга № 13 à 3 voci фа-диез мажор, BWV 858
14. Прелюдия и фуга № 14 à 4 voci фа-диез минор, BWV 859
15. Прелюдия и фуга № 15 à 3 voci соль мажор, BWV 860
16. Прелюдия и фуга № 16 à 4 voci соль минор, BWV 861
17. Прелюдия и фуга № 17 à 4 voci ля-бемоль мажор, BWV 862
18. Прелюдия и фуга № 18 à 4 voci соль-диез минор, BWV 863
19. Прелюдия и фуга № 19 à 3 voci ля мажор, BWV 864
20. Прелюдия и фуга № 20 à 4 voci ля минор, BWV 865
21. Прелюдия и фуга № 21 à 3 voci си-бемоль мажор, BWV 866
22. Прелюдия и фуга № 22 à 5 voci си-бемоль минор, BWV 867
23. Прелюдия и фуга № 23 à 4 voci си мажор, BWV 868
24. Прелюдия и фуга № 24 à 4 voci си минор, BWV 869

### Том 2
1. Прелюдия и фуга № 1 à 3 voci до мажор, BWV 870
2. Прелюдия и фуга № 2 à 4 voci до минор, BWV 871
3. Прелюдия и фуга № 3 à 3 voci до-диез мажор, BWV 872
4. Прелюдия и фуга № 4 à 3 voci до-диез минор, BWV 873
5. Прелюдия и фуга № 5 à 4 voci ре мажор, BWV 874
6. Прелюдия и фуга № 6 à 3 voci ре минор, BWV 875
7. Прелюдия и фуга № 7 à 4 voci ми-бемоль мажор, BWV 876
8. Прелюдия и фуга № 8 à 4 voci ре-диез минор, BWV 877
9. Прелюдия и фуга № 9 à 4 voci ми мажор, BWV 878
10. Прелюдия и фуга № 10 à 3 voci ми минор, BWV 879
11. Прелюдия и фуга № 11 à 3 voci фа мажор, BWV 880
12. Прелюдия и фуга № 12 à 3 voci фа минор, BWV 881
13. Прелюдия и фуга № 13 à 3 voci фа-диез мажор, BWV 882
14. Прелюдия и фуга № 14 à 3 voci фа-диез минор, BWV 883
15. Прелюдия и фуга № 15 à 3 voci соль мажор, BWV 884
16. Прелюдия и фуга № 16 à 4 voci соль минор, BWV 885
17. Прелюдия и фуга № 17 à 4 voci ля-бемоль мажор, BWV 886
18. Прелюдия и фуга № 18 à 3 voci соль-диез минор, BWV 887
19. Прелюдия и фуга № 19 à 3 voci ля мажор, BWV 888
20. Прелюдия и фуга № 20 à 3 voci ля минор, BWV 889
21. Прелюдия и фуга № 21 à 3 voci си-бемоль мажор, BWV 890
22. Прелюдия и фуга № 22 à 4 voci си-бемоль минор, BWV 891
23. Прелюдия и фуга № 23 à 4 voci си мажор, BWV 892
24. Прелюдия и фуга № 24 à 3 voci си минор, BWV 893

## Значение произведения ХТК
Название произведения предполагает использование клавишного инструмента (сейчас обычно эти произведения играют на фортепиано или клавесине), настройка которого позволяет музыке звучать одинаково хорошо в разных тональностях. Такой настройкой, например, является используемый сейчас 12-полутоновый равномерно темперированный строй. Во времена Баха были распространены другие системы настройки, например, среднетоновый строй. Это означало, что одно и то же произведение, исполняемое в разных тональностях, звучало несколько по-разному, а частое использование хроматизмов и модуляций создавало впечатление расстроенности инструмента и диссонанса. Это накладывало на музыку той эпохи ограничения, и Бах хотел показать музыкантам все преимущества новых музыкальных строев.
В произведении используются неиспользуемые тональности. Так, в следующем отрывке из «Хорошо темперированного клавира» записано до-диез мажор, но его фактическая (неиспользуемая) тональность ― соль-диез мажор, так как Бах использует фа-дубль-диез:

На протяжении последних десятилетий не утихают дискуссии о том, каков был строй баховского инструмента для исполнения ХТК. Одни исследователи (например, Рудольф Раш) считают, что Бах для настройки клавесина использовал равномерную темперацию (главным аргументом служит известное свидетельство ученика Баха И. Ф. Кирнбергера), другие (например, Марк Линдли) уверены, что Бах использовал в настройке неравномерную темперацию, возможно, одну из так называемых хороших темпераций А. Веркмейстера (главный аргумент — авторское название первого тома сборника).
Преимущества строя, использованного в ХТК, заключались в возможности использования модуляций и хроматики без всякого ограничения, а также в равноправии всех тональностей. Хотя работа Баха не была единственным сборником произведений для всех тональностей, она стала наиболее известным и убедительным аргументом перехода к новому строю. Впоследствии это привело к тому, что гармония стала одной из основ классической музыки. Бетховен, в произведениях которого часто встречаются модуляции далеко за пределами основной тональности, находился под влиянием ХТК. Возможность равноправно использовать все тональности и свободно переходить из одних в другие для создания специфических ощущений у слушателя была полностью реализована в эпоху романтизма. В конце концов, в XX веке это привело к растворению тональной системы вообще: в додекафонии, например, функционально равноправными являются все звуки.
Кроме использования всех тональностей, ХТК известен большим спектром нововведений по части техники и выразительных средств. Ни один композитор, кроме Баха, не смог создать столь живые и яркие произведения в форме фуг, и многие его последователи сверяли себя с его произведениями.
Позже другие композиторы, вдохновлённые примером Баха, писали свои сборники из 24 прелюдий и фуг. Например, в середине XX века цикл подобных произведений написал Дмитрий Шостакович.
Запись ХТК на клавикорде сделал в 1931—1933 годах Арнольд Долмеч. Первая полная аудиозапись ХТК на фортепиано была сделана Эдвином Фишером между 1933 и 1937 гг. Первую клавесинную запись осуществила Ванда Ландовска в 1949—1953 годах.